# Serkan Aykut
Serkan Aykut (né à Ankara en Turquie le 24 février 1975) est un joueur de football international turc, aujourd'hui retraité, qui évoluait au poste d'attaquant.

## Palmarès
Palmarès collectif 
- Galatasaray
  - Supercoupe de l'UEFA: 1 (2000)
  - Championnat de Turquie: 1 (2002)

- Samsunspor
  - Championnat de Turquie D2: 1 (1993)

 Palmarès individuelle 
- Samsunspor
  - Meilleur buteur de Süperlig: 1 (1999-00)